# Kenjon Barner
Kenjon Fa’terrel Barner (* 28. April 1989 in Lynwood, Kalifornien) ist ein ehemaliger US-amerikanischer American-Football-Spieler auf der Position des Runningbacks, der auch als Kick Returner und Punt Returner in den Special Teams eingesetzt wird.

## Frühe Jahre
Barner besuchte die Highschool in Riverside in Kalifornien und spielte dort bereits Football für das Schulteam.

## College
Barner besuchte von 2009 bis 2012 die University of Oregon und spielte College Football für die Oregon Ducks in der Pacific-10 Conference und der Pacific-12 Conference.

### College-Statistik
| \| Saison \| Team \| Spiele \| Att \| Yards \| TD \| Long \| AVG/C \| AVG/G \| \| ------ \| ---- \| ------ \| --- \| ----- \| -- \| ---- \| ----- \| ----- \| \| 2009 \| ORE \| 13 \| 61 \| 366 \| 3 \| 48 \| 6,0 \| 28,2 \| \| 2010 \| ORE \| 11 \| 91 \| 551 \| 6 \| 41 \| 6,1 \| 50,1 \| \| 2011 \| ORE \| 12 \| 152 \| 939 \| 11 \| 84 \| 6,2 \| 78,2 \| \| 2012 \| ORE \| 13 \| 278 \| 1.767 \| 21 \| 80 \| 6,4 \| 135,9 \| \| Gesamt \| \| 49 \| 582 \| 3.623 \| 41 \| 84 \| 6,2 \| 73,9 \| |      |        |     |       |    |      |       |       |
| Saison | Team | Spiele | Att | Yards | TD | Long | AVG/C | AVG/G |
| 2009 | ORE  | 13     | 61  | 366   | 3  | 48   | 6,0   | 28,2  |
| 2010 | ORE  | 11     | 91  | 551   | 6  | 41   | 6,1   | 50,1  |
| 2011 | ORE  | 12     | 152 | 939   | 11 | 84   | 6,2   | 78,2  |
| 2012 | ORE  | 13     | 278 | 1.767 | 21 | 80   | 6,4   | 135,9 |
| Gesamt |      | 49     | 582 | 3.623 | 41 | 84   | 6,2   | 73,9  |

Quelle: sports-reference.com

## NFL
Im NFL Draft 2013 wurde Barner von den Carolina Panthers in der 6. Runde als insgesamt 182. Spieler ausgewählt.

### Carolina Panthers
In seiner Rookie-Saison bei den Panthers kam Barner größtenteils nur in den Special Teams zum Einsatz.

Nach der Saison wurde Barner im Tausch gegen einen Pick der 7. Runde des NFL Drafts 2015 zu den Philadelphia Eagles transferiert.

### Philadelphia Eagles
Bei den Eagles spielte Barner zunächst von 2014 bis 2016, wobei er die gesamte Saison 2014 im Practice Squad des Teams verbrachte. Auch bei den Eagles kam er hauptsächlich als Return Specialist zum Einsatz, ehe er nach Ablauf seines Vertrages nach der Saison 2016 zum Free Agent wurde.
Als Free Agent wurde Barner von den Los Angeles Chargers verpflichtet, wurde aber noch vor Beginn der Saison 2017 wieder entlassen und bestritt für die Chargers kein einziges Regular-Season-Spiel.

Am 5. Spieltag der Saison 2017 kehrte er zu den Eagles zurück und bekam einen neuen Vertrag, nachdem Runningback Darren Sproles sich einen Kreuzbandriss zuzog und den Rest der Saison ausfiel. Er erreichte mit den Eagles in dieser Saison die Play-offs, wurde in deren Verlauf NFC Champion und erreichte den Super Bowl (LII), den sie gegen die New England Patriots gewinnen konnten.
Nach der Saison 2017 lief sein Vertrag bei den Eagles aus und Barner wurde erneut ein Free Agent.

### Carolina Panthers (2. Periode)
Am 11. Mai 2018 unterschrieb Barner einen Einjahresvertrag bei den Carolina Panthers und kehrte damit zu seinem ersten NFL-Team zurück. Vor dem Beginn der Regular Season wurde Barner allerdings im Rahmen der Zusammenstellung des finalen Saisonkaders wieder entlassen.

### New England Patriots
Nach dem 1. Spieltag der Saison 2018 wurde Barner von den New England Patriots verpflichtet, die damit ihren verletzten Runningback Jeremy Hill ersetzten. Obwohl Barner für die Patriots nur fünf Spiele in der Saison absolvierte, erhielt er von den Patriots für den Sieg im Super Bowl LIII einen Super-Bowl-Ring.

### Carolina Panthers (3. Periode)
Nach seiner Entlassung bei den Patriots am 13. November 2018 verkündeten die Carolina Panthers nur einen Tag später die erneute Verpflichtung Barners.

### Atlanta Falcons
Am 14. März 2019 verpflichteten die Falcons Barner als Ersatz für ihren zu den San Francisco 49ers abgewanderten Runningback Tevin Coleman. Am 17. November 2019 im Spiel gegen die Carolina Panthers gelang ihm sein erster Punt-Return-Touchdown.

### Baltimore Ravens
Am 12. August 2020 wurde er von den Baltimore Ravens unter Vertrag genommen, allerdings im Rahmen der finalen Kaderverkleinerung vor der Saison am 5. September wieder entlassen.

### Tampa Bay Buccaneers
Am 10. September 2020 meldeten die Tampa Bay Buccaneers die Verpflichtung Barners für ihren Practice Squad. Wegen der verbotenen Einnahme leistungssteigernder Substanzen wurde er im Oktober für vier Spiele suspendiert. Er wurde in sechs Spielen als Kick Returner und Punt Returner eingesetzt. Im Dezember 2021 nahmen die Buccaneers Barner nach einer Verletzung von Giovani Bernard erneut für den Practice Squad unter Vertrag. In der Saison 2022 wurde er vor Saisonbeginn auf die Injured Reserve List gesetzt und am 11. Oktober 2022 entlassen.

## NFL-Statistiken
| 2013            | Carolina Panthers    | 8  | 0 | 6   | 7   | 1,2 | 2  | 0 | 2  | 7   | 3,5  | 5  | 0 | 2  | 17    | 8,5  | 17 | 0 | -  | -   | -    | -   | - | 1  | 0 |
| 2015            | Philadelphia Eagles  | 10 | 0 | 28  | 124 | 4,4 | 19 | 0 | 9  | 22  | 2,4  | 12 | 0 | 1  | 10    | 10,0 | 10 | 0 | 1  | −3  | −3,0 | −3  | 0 | 1  | 1 |
| 2016            | Philadelphia Eagles  | 13 | 0 | 27  | 129 | 4,8 | 19 | 2 | 5  | 42  | 8,4  | 15 | 0 | 9  | 277   | 30,8 | 61 | 0 | 2  | 22  | 11,0 | 22  | 0 | 0  | 0 |
| 2017            | Philadelphia Eagles  | 13 | 1 | 16  | 57  | 3,6 | 18 | 1 | 5  | 56  | 11,2 | 22 | 0 | 10 | 194   | 19,4 | 27 | 0 | 27 | 240 | 8,9  | 76  | 0 | 3  | 0 |
| 2018            | New England Patriots | 5  | 0 | 19  | 71  | 3,7 | 11 | 0 | -  | -   | -    | -  | - | -  | -     | -    | -  | - | -  | -   | -    | -   | - | 0  | 0 |
| 2018            | Carolina Panthers    | 4  | 0 | -   | -   | -   | -  | - | 1  | 3   | 3,0  | 3  | 0 | 9  | 220   | 24,4 | 37 | 0 | 7  | 29  | 4,1  | 13  | 0 | 1  | 0 |
| 2019            | Atlanta Falcons      | 14 | 0 | 4   | 28  | 7,0 | 12 | 0 | -  | -   | -    | -  | - | 17 | 406   | 23,9 | 47 | 0 | 35 | 267 | 7,6  | 78T | 1 | 4  | 1 |
| 2020            | Tampa Bay Buccaneers | 6  | 0 | 4   | 0   | 0,0 | 1  | 0 | -  | -   | -    | -  | - | 7  | 167   | 23,9 | 33 | 0 | 13 | 75  | 5,8  | 21  | 0 | 0  | 0 |
| 2021            | Tampa Bay Buccaneers | 3  | 0 | -   | -   | -   | -  | - | -  | -   | -    | -  | - | -  | -     | -    | -  | - | 6  | 47  | 7,8  | 20  | 0 | 0  | 0 |
| Gesamt          | Gesamt               | 76 | 1 | 104 | 416 | 4,0 | 19 | 3 | 22 | 130 | 5,9  | 22 | 0 | 55 | 1.291 | 23,5 | 61 | 0 | 91 | 677 | 7,4  | 78  | 1 | 10 | 1 |
| Quelle: NFL.com |                      |    |   |     |     |     |    |   |    |     |      |    |   |    |       |      |    |   |    |     |      |     |   |    |   |